# Numération gotique
Pour les articles homonymes, voir gothique.
La numération gotique est un système de numération alphabétique directement inspiré de celui des Grecs et utilisé par les Goths (Germains orientaux) dans leur langue, le gotique, écrit en alphabet gotique.

## Histoire
La numération gotique dérivant directement du modèle milésien grec (rappelons aussi que les lettres gotiques sont presque toutes empruntées à l'alphabet grec), on y trouve à peu de chose près le même fonctionnement qu'en grec, seul le tracé des lettres changeant. On rencontre donc des avatars des lettres archaïques grecques koppa et sampi qui, en grec à l'époque de l'emprunt des lettres par Wulfila, n'étaient déjà plus utilisées que comme signes numériques.

## Lettres / signes
La numération est constituée des vingt-cinq lettres gotiques assorties de deux signes complémentaires empruntés au système milésien grec,  pour 90 et  pour 900.
Ces deux signes n'ont aucune valeur littérale, leur tracé étant une reprise de celui des lettres koppa et sampi de l'onciale byzantine, ce qui explique qu'on n'y reconnaît que difficilement les tracés actuels grecs qui sont, rappelons-le, des formes plus récentes (respectivement Ϟ et Ϡ).

### 90
La forme de  remonte à un tracé intermédiaire entre le koppa littéral épigraphique ancien Ϙ et le koppa numérique actuel Ϟ (note : selon votre police de caractère, les œils des koppa pourraient être inversés) : dans les manuscrits byzantins en onciale, on remarque un tracé simplifié d'un seul tenant dans lequel manque une partie de la boucle, soit . C'est cette forme qui donnera en gotique le signe  et se simplifiera encore plus en grec pour arriver à la forme dite « en éclair », Ϟ (pour comprendre l'évolution du tracé, il faut se représenter ce que fait la main en simplifiant le signe , écrit rapidement et en un seul mouvement).

### 900
Le signe pour 900 est quant à lui emprunté au sampi grec, dont l'origine reste assez obscure. On remarque que, à l'instar du signe précédent, la forme gotique permet d'éclairer le tracé moderne grec Ϡ. En effet, le sampi se traçait, dans les manuscrits byzantins grecs en onciale, quasiment comme le signe gotique, , ce qui permet de le relier à la forme antique littérale ionienne  notant [ts] (pour le détail de l'évolution en grec, consulter l'article consacré à la lettre). Une fois encore, le passage de  à  se comprend comme une simplification du tracé.

### Liste des signes
|  | 1 |  |  | 10 |  |  | 100 |
|  | 2 |  |  | 20 |  |  | 200 |
|  | 3 |  |  | 30 |  |  | 300 |
|  | 4 |  |  | 40 |  |  | 400 |
|  | 5 |  |  | 50 |  |  | 500 |
|  | 6 |  |  | 60 |  |  | 600 |
|  | 7 |  |  | 70 |  |  | 700 |
|  | 8 |  |  | 80 |  |  | 800 |
|  | 9 |  |  | 90 |  |  | 900 |

## Usages
Les lettres numérales sont signalées dans le texte au moyen de plusieurs artifices typographiques, comme :
- le soulignement et/ou le surlignement ;
- l'isolement au moyen de points médians (usage similaire dans les textes latins et ancien français avec la numération romaine).

Le système est purement additionnel : 285 se pense donc comme la somme de 200, 80 et 5, ce qui s'écrit par exemple,  ou .
On voit que ce système comporte des limites puisqu'il ne permet d'écrire que les nombres de 1 à 999. Pour les nombres supérieurs, on reprend les vingt-sept signes précédents en leur ajoutant des symboles signifiant que l'on travaille sur des milliers ou des dizaines de milliers. (Notamment, l’isolement à l’aide de points médians a été préféré, et le surlignement a pu, comme en numération romaine, exprimer les milliers).